# Mike James (Basketballspieler, 1990)
Michael „Mike“ Perry James (* 18. August 1990 in Portland, Oregon) ist ein US-amerikanischer Basketballspieler, der seit April 2021 für AS Monaco spielt.

## Werdegang
Er spielte während seiner High-School-Zeit an der Grant High School in Portland (US-Bundesstaat Oregon) und anschließend am Eastern Arizona College in Graham County (Arizona) sowie an der Lamar University in Beaumont (Texas).
James begann seine Profilaufbahn 2012 bei KK Zagreb, für den er bis Dezember 2012 spielte. Im Frühjahr 2013 verstärkte er Kazrin Galil Elion in der zweiten Liga Israels. Seine ersten Erfahrungen in der Euroleague machte er mit Saski Baskonia, bei dem spanischen Erstligisten stand er ab Dezember 2014 unter Vertrag, nachdem er zuvor bei Kolossos Rhodos im Schnitt 21 Punkte je Begegnung erzielt hatte. Nach der Saison 2016/17, in der er mit Panathinaikos Athen griechischer Meister und Pokalsieger geworden war, erhielt James in seinem Heimatland einen Vertrag von der NBA-Mannschaft Phoenix Suns. Kurz vor Weihnachten 2017 kam es zur Trennung, James hatte 32 Spiele für Phoenix bestritten und im Mittel 10,4 Punkte je Begegnung verbucht. Mit den New Orleans Pelicans nahm ihn im Januar 2018 eine andere NBA-Mannschaft in ihr Aufgebot auf. Für New Orleans bestritt er vier weitere Spiele in der nordamerikanischen Liga.
James setzte seine Laufbahn in Europa fort, spielte wieder für Panathinaikos Athen und danach mit Olimpia Mailand und ZSKA Moskau für weitere Spitzenmannschaften des Kontinents. In der Saison 2018/19 stand er in der Korbjägerliste der Euroleague mit einem Punktedurchschnitt von 19,8 je Begegnung auf dem ersten Platz. Im Frühling 2021 erhielt er wieder ein NBA-Angebot und stand für die Brooklyn Nets in 13 Spielen auf dem Feld.
Im April 2021 nahm AS Monaco den US-Amerikaner unter Vertrag. Im Spieljahr 2022/23 erreichte er mit Monaco das Halbfinale der EuroLeague und gewann nach dem Ausscheiden anschließend das Spiel um den dritten Platz. Hernach gewann James mit der Mannschaft unter der Leitung von Trainer Saša Obradović im Juni 2023 den ersten französischen Meistertitel der Vereinsgeschichte. Im März 2024 gelangte James an die Spitze der ewigen EuroLeague-Korbjägerliste, er verdrängte den Griechen Vassilis Spanoulis vom ersten Platz.
2024 wurde er mit Monaco wieder französischer Meister, James erhielt die Auszeichnung als bester Spieler der Finalserie. Im Mai 2025 stand er mit der Mannschaft im Endspiel der Euroleague. Dieses verlor man gegen Fenerbahçe Istanbul. Anfang Juni 2025 wurde James wegen eines Verstoßes gegen Monacos Mannschaftsregeln auf unbestimmte Zeit freigestellt und kam im selben Monat auch in der Finalserie um die französische Meisterschaft nicht zum Einsatz.

### Erfolge
- Französischer Meister 2023, 2024
- Italienischer Supercup-Sieger 2018
- Griechischer Meister 2017 und 2018
- Griechischer Pokalsieger 2017

## Karriere-Statistiken

### NBA

#### Hauptrunde
| Saison  | Team                  | GP | GS | MPG  | FG % | 3P % | FT % | RPG | APG | SPG | BPG | PPG |
| ------- | --------------------- | -- | -- | ---- | ---- | ---- | ---- | --- | --- | --- | --- | --- |
| 2017–18 | Phoenix / New Orleans | 36 | 10 | 19.1 | .383 | .265 | .762 | 2.5 | 3.5 | 0.8 | 0.2 | 9.3 |
| 2020–21 | Brooklyn              | 13 | 1  | 18.2 | .370 | .355 | .778 | 2.4 | 4.2 | 0.5 | 0.1 | 7.7 |
| Gesamt  | Gesamt                | 49 | 11 | 18.8 | .380 | .287 | .766 | 2.5 | 3.7 | 0.7 | 0.2 | 8.9 |

#### Play-offs
| Saison  | Team     | GP | GS | MPG  | FG % | 3P % | FT % | RPG | APG | SPG | BPG | PPG |
| ------- | -------- | -- | -- | ---- | ---- | ---- | ---- | --- | --- | --- | --- | --- |
| 2020–21 | Brooklyn | 9  | 0  | 11.4 | .326 | .313 | –    | 1.8 | 1.3 | 0.2 | 0.0 | 3.7 |
| Gesamt  | Gesamt   | 9  | 0  | 11.4 | .326 | .313 | –    | 1.8 | 1.3 | 0.2 | 0.0 | 3.7 |